# Alex Pombo
Alex Wilian Pombo Silva (ur. 21 lipca 1988) – brazylijski judoka. Olimpijczyk z Rio de Janeiro 2016, gdzie zajął siedemnaste miejsce w wadze lekkiej.
Uczestnik mistrzostw świata w 2014, a także zdobył srebrny medal w drużynie w 2010. Startował w Pucharze Świata w latach 2009-2017. Piąty na igrzyskach panamerykańskich w 2015. Zdobył trzy medale mistrzostw panamerykańskich w latach 2014 - 2016, jak również trzy medale mistrzostw Ameryki Południowej. 

## Letnie Igrzyska Olimpijskie 2016
| Konkurencja | Eliminacje             | Klas. końcowa |
| Konkurencja | Przeciwnik I           | Miejsce       |
| ----------- | ---------------------- | ------------- |
| 73 kg       | Saiyinjirigala (CHN) P | 17.           |